# Adam Thompson (homme politique)
Adam Thompson (né le 30 novembre 1990) est un homme politique du parti travailliste britannique qui est député d'Erewash depuis 2024.

## Jeunesse et éducation
Thompson obtient un doctorat en métrologie de l'Université de Nottingham, après quoi il travaille à l'université en tant que chercheur scientifique en ingénierie de fabrication. Il est représentant syndical des chercheurs scientifiques de l'institution pour le University and College Union. Il suit également une formation d'enseignant et cite son expérience de travail dans les écoles pendant le mandat de Michael Gove en tant que secrétaire à l'Éducation comme une influence clé dans sa décision d'entrer en politique,,.

## Carrière politique
Thompson rejoint le Parti travailliste après les élections générales de 2015, inspiré par un discours prononcé par le chef sortant du parti, Ed Miliband. Avant son élection comme député, il participe à un certain nombre d'élections locales, notamment au conseil communal de Sandiacre, au conseil municipal d'Erewash et au conseil du comté de Derbyshire,,. Lors des élections municipales de 2019, il lui manque huit voix pour remporter l'un des trois sièges du conseil du quartier central de Long Eaton.
Peu de temps avant les élections générales de 2019, il est choisi comme candidat du Parti travailliste dans la circonscription d'Amber Valley, voisine d'Erewash. Il termine deuxième, battu par le député conservateur sortant Nigel Mills qui gagne avec une majorité de 16 886 voix (37 %). Mills est ensuite battu aux élections générales de 2024 par la candidate travailliste Linsey Farnsworth,.
Thompson est vice-président des scientifiques du parti travailliste en 2020 au début de la pandémie mondiale de COVID-19. À ce titre, il codirige une équipe qui informe le Cabinet fantôme pendant la crise,.
Thompson est sélectionné comme candidat parlementaire du Parti travailliste pour Erewash en juillet 2022. Il est soutenu dans ce processus par le CWU, les branches régionales de l'UNISON, le GMB et Unite, ainsi que par la branche East Midlands du Parti coopératif. À l'époque, il est également secrétaire et coordinateur de campagne du Parti travailliste de la circonscription d'Erewash.
Il est le candidat du Parti travailliste à Erewash aux élections générales de 2024, au cours desquelles il bat la députée sortante Maggie Throup. Thompson gagne par 5859 voix (13,6%).